# تشارلز أوتيس
تشارلز أوتيس هو مبارز بالسيف كندي، ولد في 9 مايو 1906 في مونتريال في كندا، وتوفي في 19 ديسمبر 1970.

## وصلات خارجية
- تشارلز أوتيس على موقع أوليمبيديا (الإنجليزية)